# Campeonato mundial junior de hockey patines masculino de 2002
El II Campeonato mundial junior de hockey sobre patines masculino se celebró en Chile en 2002, con la participación de once Selecciones nacionales masculinas de hockey patines de categoría Junior, es decir, compuestas exclusivamente por jugadores menores de diecinueve años, todas ellas participantes por libre inscripción. Todos los partidos se disputaron en  la ciudad de Viña del Mar.
El campeonato se celebra bianualmente a finales de años impares, aunque en esta ocasión no se pudo celebrar por razones organizativas a finales de 2001 y se retrasó hasta febrero de 2002

## Participantes
| Posición 1999 | Equipo         |
| ------------- | -------------- |
| 1             | Argentina      |
| 2             | Chile          |
| 3             | Francia        |
| 5             | Brasil         |
| 7             | Sudáfrica      |
| 8             | Australia      |
| 9             | Estados Unidos |
| -             | España         |
| -             | Inglaterra     |
| -             | Nueva Zelanda  |
| -             | Uruguay        |

Respecto al Mundial Junior 1999, no participaron Colombia (4º puesto en 1999), México (6º) y Macao (10º). Hicieron su debut las selecciones de España, Inglaterra, Nueva Zelanda y Uruguay.

## Clasificación final
| Posición | Selección      |
| -------- | -------------- |
|          | España         |
|          | Chile          |
|          | Argentina      |
| 4        | Inglaterra     |
| 5        | Francia        |
| 6        | Uruguay        |
| 7        | Brasil         |
| 8        | Estados Unidos |
| 9        | Nueva Zelanda  |
| 10       | Sudáfrica      |
| 11       | Australia      |

| Campeones del Mundo 2002 |
| ------------------------ |
| ESPAÑA 1er título        |